# Albert V d'Este

Escut d'armes dels Este

Albert V d'Este (27 de febrer de 1347 - 30 de juliol de 1393) va ser senyor de Ferrara i Mòdena des de 1388 fins a la seva mort.
Fou fill d'Obizzo III d'Este i de Lippa Ariosti.
En política va estar implicat en el govern de la senyoria dels Este amb el seu germà Nicolau el 1361 al compartir el govern, i a partir de 1388 a la mort del seu germà se convertí en l'únic governant de Ferrara i a Mòdena. També destacà la seva aliança amb Joan Galeàs Visconti i la guerra contra el poble de Bolonya que va assetjar i també destruí la torre defensiva de Molinella l'any 1390 amb un petit exèrcit.
Va fundar la Universitat de Ferrara el 1391.
Era molt conegut pel seu caràcter una mica diferent, en contra del caràcter del seu germà Aldobrandino III d'Este, i era una persona molt religiosa.

## Matrimonis i descendència
Es casà dues vegades, en 1391 es casà amb Joana de Roberti de Reggio que morí en 1393 i aquell mateix any es tornà a casar amb la seva amant, Isotta Albaresani.
Albert V només tingué un fill natural amb la seva amant Isotta que el Papa Bonifaci IX va legitimizar com fill i hereu d'Albert V.
- Nicolau III d'Este (1383-1441)